# Vòng loại Giải vô địch bóng đá thế giới 2018 – Khu vực châu Âu (Bảng I)
Dưới đây là kết quả các trận đấu trong khuôn khổ bảng I – vòng loại giải vô địch bóng đá thế giới 2018 khu vực châu Âu.
Bảng I bao gồm 6 đội: Croatia, Iceland, Ukraina, Thổ Nhĩ Kỳ, Phần Lan, Kosovo, thi đấu trong hai năm 2016 và 2017, theo thể thức lượt đi–lượt về, vòng tròn tính điểm, lấy đội đầu bảng tham gia vòng chung kết.

## Bảng xếp hạng
| Tiêu chí xếp hạng vòng loại Giải vô địch bóng đá thế giới 2018 |
| --- |
| Với thể thức sân nhà và sân khách, việc xếp hạng các đội trong mỗi bảng được dựa trên các tiêu chí sau đây (quy định các Điều 20.6 và 20.7): 1. Điểm số (3 điểm cho 1 trận thắng, 1 điểm cho 1 trận hòa, 0 điểm cho 1 trận thua) 2. Hiệu số bàn thắng thua 3. Số bàn thắng 4. Điểm số trong trận đấu giữa các đội 5. Hiệu số bàn thắng thua trong trận đấu giữa các đội 6. Số bàn thắng ghi được trong trận đấu giữa các đội 7. Số bàn thắng sân khách ghi được trong các trận đấu giữa các đội 8. Trận play-off trên sân trung lập (nếu được chấp thuận bởi FIFA), với hiệp phụ và đá sút luân lưu nếu cần |

| VT | Đội        | ST | T | H | B | BT | BB | HS  | Đ  | Giành quyền tham dự                        |     |     |     |     |     |     |     |
| -- | ---------- | -- | - | - | - | -- | -- | --- | -- | ------------------------------------------ | --- | --- | --- | --- | --- | --- | --- |
| 1  | Iceland    | 10 | 7 | 1 | 2 | 16 | 7  | +9  | 22 | Vượt qua vòng loại vào FIFA World Cup 2018 |     | —   | 1–0 | 2–0 | 2–0 | 3–2 | 2–0 |
| 2  | Croatia    | 10 | 6 | 2 | 2 | 15 | 4  | +11 | 20 | Giành quyền vào vòng 2                     |     | 2–0 | —   | 1–0 | 1–1 | 1–1 | 1–0 |
| 3  | Ukraina    | 10 | 5 | 2 | 3 | 13 | 9  | +4  | 17 |                                            |     | 1–1 | 0–2 | —   | 2–0 | 1–0 | 3–0 |
| 4  | Thổ Nhĩ Kỳ | 10 | 4 | 3 | 3 | 14 | 13 | +1  | 15 |                                            | 0–3 | 1–0 | 2–2 | —   | 2–0 | 2–0 |     |
| 5  | Phần Lan   | 10 | 2 | 3 | 5 | 9  | 13 | −4  | 9  |                                            | 1–0 | 0–1 | 1–2 | 2–2 | —   | 1–1 |     |
| 6  | Kosovo     | 10 | 0 | 1 | 9 | 3  | 24 | −21 | 1  |                                            | 1–2 | 0–6 | 0–2 | 1–4 | 0–1 | —   |     |

## Các trận đấu
Lịch thi đấu của bảng I đã được quyết định sau cuộc họp tại Sankt-Peterburg, Nga vào ngày 26 tháng 7 năm 2015. Giờ địa phương là CET/CEST, như được liệt kê bởi UEFA (giờ địa phương trong ngoặc đơn).
| Croatia             | 1–1                             | Thổ Nhĩ Kỳ       |
| ------------------- | ------------------------------- | ---------------- |
| Rakitić 44' (ph.đ.) | Chi tiết (FIFA) Chi tiết (UEFA) | Çalhanoğlu 45+3' |

| Phần Lan     | 1–1                             | Kosovo                 |
| ------------ | ------------------------------- | ---------------------- |
| Arajuuri 18' | Chi tiết (FIFA) Chi tiết (UEFA) | V. Berisha 60' (ph.đ.) |

| Ukraina        | 1–1                             | Iceland        |
| -------------- | ------------------------------- | -------------- |
| Yarmolenko 41' | Chi tiết (FIFA) Chi tiết (UEFA) | Finnbogason 6' |

| Iceland                                               | 3–2                             | Phần Lan            |
| ----------------------------------------------------- | ------------------------------- | ------------------- |
| Árnason 37' · Finnbogason 90+1' · R. Sigurðsson 90+6' | Chi tiết (FIFA) Chi tiết (UEFA) | Pukki 21' · Lod 39' |

| Kosovo | 0–6                             | Croatia                                                                |
| ------ | ------------------------------- | ---------------------------------------------------------------------- |
|        | Chi tiết (FIFA) Chi tiết (UEFA) | Mandžukić 6', 24', 35' · Mitrović 68' · Perišić 83' · N. Kalinić 90+2' |

| Thổ Nhĩ Kỳ                           | 2–2                             | Ukraina                              |
| ------------------------------------ | ------------------------------- | ------------------------------------ |
| Tufan 45+1' · Çalhanoğlu 81' (ph.đ.) | Chi tiết (FIFA) Chi tiết (UEFA) | Yarmolenko 24' (ph.đ.) · Kravets 27' |

| Phần Lan | 0–1                             | Croatia       |
| -------- | ------------------------------- | ------------- |
|          | Chi tiết (FIFA) Chi tiết (UEFA) | Mandžukić 18' |

| Ukraina                                  | 3–0                             | Kosovo |
| ---------------------------------------- | ------------------------------- | ------ |
| Kravets 31' · Yarmolenko 81' · Rotan 87' | Chi tiết (FIFA) Chi tiết (UEFA) |        |

| Iceland                             | 2–0                             | Thổ Nhĩ Kỳ |
| ----------------------------------- | ------------------------------- | ---------- |
| Toprak 42' (l.n.) · Finnbogason 44' | Chi tiết (FIFA) Chi tiết (UEFA) |            |

| Croatia             | 2–0                             | Iceland |
| ------------------- | ------------------------------- | ------- |
| Brozović 15', 90+1' | Chi tiết (FIFA) Chi tiết (UEFA) |         |

| Thổ Nhĩ Kỳ           | 2–0                             | Kosovo |
| -------------------- | ------------------------------- | ------ |
| Yılmaz 51' · Şen 55' | Chi tiết (FIFA) Chi tiết (UEFA) |        |

| Ukraina     | 1–0                             | Phần Lan |
| ----------- | ------------------------------- | -------- |
| Kravets 25' | Chi tiết (FIFA) Chi tiết (UEFA) |          |

| Thổ Nhĩ Kỳ    | 2–0                             | Phần Lan |
| ------------- | ------------------------------- | -------- |
| Tosun 9', 13' | Chi tiết (FIFA) Chi tiết (UEFA) |          |

| Croatia        | 1–0                              | Ukraina |
| -------------- | -------------------------------- | ------- |
| N. Kalinić 38' | Chi tiết (FIFA) RChi tiết (UEFA) |         |

| Kosovo    | 1–2                             | Iceland                                     |
| --------- | ------------------------------- | ------------------------------------------- |
| Nuhiu 52' | Chi tiết (FIFA) Chi tiết (UEFA) | Sigurðarson 25' · G. Sigurðsson 35' (ph.đ.) |

| Phần Lan       | 1–2                             | Ukraina                          |
| -------------- | ------------------------------- | -------------------------------- |
| Pohjanpalo 72' | Chi tiết (FIFA) Chi tiết (UEFA) | - Konoplyanka 51' - Besyedin 75' |

| Iceland       | 1–0                             | Croatia |
| ------------- | ------------------------------- | ------- |
| Magnússon 90' | Chi tiết (FIFA) Chi tiết (UEFA) |         |

| Kosovo       | 1–4                             | Thổ Nhĩ Kỳ                                    |
| ------------ | ------------------------------- | --------------------------------------------- |
| Rrahmani 22' | Chi tiết (FIFA) Chi tiết (UEFA) | - Şen 7' - Ünder 31' - Yılmaz 61' - Tufan 82' |

| Phần Lan | 1–0                             | Iceland |
| -------- | ------------------------------- | ------- |
| Ring 8'  | Chi tiết (FIFA) Chi tiết (UEFA) |         |

| Croatia  | 1–0                             | Kosovo |
| -------- | ------------------------------- | ------ |
| Vida 74' | Chi tiết (FIFA) Chi tiết (UEFA) |        |

| Ukraina             | 2–0                             | Thổ Nhĩ Kỳ |
| ------------------- | ------------------------------- | ---------- |
| Yarmolenko 18', 42' | Chi tiết (FIFA) Chi tiết (UEFA) |            |

| Iceland             | 2–0                             | Ukraina |
| ------------------- | ------------------------------- | ------- |
| Sigurðsson 47', 66' | Chi tiết (FIFA) Chi tiết (UEFA) |         |

| Kosovo | 0–1                             | Phần Lan  |
| ------ | ------------------------------- | --------- |
|        | Chi tiết (FIFA) Chi tiết (UEFA) | Pukki 83' |

| Thổ Nhĩ Kỳ | 1–0                             | Croatia |
| ---------- | ------------------------------- | ------- |
| Tosun 75'  | Chi tiết (FIFA) Chi tiết (UEFA) |         |

| Croatia       | 1–1                             | Phần Lan  |
| ------------- | ------------------------------- | --------- |
| Mandžukić 57' | Chi tiết (FIFA) Chi tiết (UEFA) | Soiri 90' |

| Kosovo | 0–2                             | Ukraina                                |
| ------ | ------------------------------- | -------------------------------------- |
|        | Chi tiết (FIFA) Chi tiết (UEFA) | - Paqarada 60' (l.n.) - Yarmolenko 88' |

| Thổ Nhĩ Kỳ | 0–3                             | Iceland                                         |
| ---------- | ------------------------------- | ----------------------------------------------- |
|            | Chi tiết (FIFA) Chi tiết (UEFA) | - Guðmundsson 32' - Bjarnason 39' - Árnason 50' |

| Phần Lan                        | 2–2                             | Thổ Nhĩ Kỳ     |
| ------------------------------- | ------------------------------- | -------------- |
| - Arajuuri 76' - Pohjanpalo 88' | Chi tiết (FIFA) Chi tiết (UEFA) | Tosun 57', 83' |

| Iceland                            | 2–0                             | Kosovo |
| ---------------------------------- | ------------------------------- | ------ |
| - Sigurðsson 40' - Guðmundsson 68' | Chi tiết (FIFA) Chi tiết (UEFA) |        |

| Ukraina | 0–2                             | Croatia           |
| ------- | ------------------------------- | ----------------- |
|         | Chi tiết (FIFA) Chi tiết (UEFA) | Kramarić 62', 70' |

## Danh sách cầu thủ ghi bàn
6 bàn
- Andriy Yarmolenko

5 bàn
- Mario Mandžukić
- Cenk Tosun

4 bàn
- Gylfi Sigurðsson

3 bàn
- Alfreð Finnbogason
- Artem Kravets

2 bàn
- Marcelo Brozović
- Nikola Kalinić
- Andrej Kramarić
- Paulus Arajuuri
- Joel Pohjanpalo
- Teemu Pukki
- Kári Árnason
- Jóhann Berg Guðmundsson
- Hakan Çalhanoğlu
- Volkan Şen
- Ozan Tufan
- Burak Yılmaz

1 bàn
- Matej Mitrović
- Ivan Perišić
- Ivan Rakitić
- Domagoj Vida
- Robin Lod
- Alexander Ring
- Pyly Soiri
- Birkir Bjarnason
- Hörður Björgvin Magnússon
- Björn Bergmann Sigurðarson
- Ragnar Sigurðsson
- Valon Berisha
- Atdhe Nuhiu
- Amir Rrahmani
- Cengiz Ünder
- Artem Besyedin
- Yevhen Konoplyanka
- Ruslan Rotan

Phản lưới nhà
- Leart Paqarada (trong trận gặp Ukraina)
- Ömer Toprak (trong trận gặp Iceland)

## Thẻ phạt
| Cầu thủ                 | Đội tuyển  | Thẻ phạt                                                               | Treo giò                            |
| ----------------------- | ---------- | ---------------------------------------------------------------------- | ----------------------------------- |
| Aron Gunnarsson         | Iceland    | v Ukraina (5 tháng 9 năm 2016) · v Phần Lan (6 tháng 10 năm 2016)      | v Thổ Nhĩ Kỳ (9 tháng 10 năm 2016)  |
| Niklas Moisander        | Phần Lan   | v Iceland (6 tháng 10 năm 2016) · v Croatia (9 tháng 10 năm 2016)      | v Ukraina (12 tháng 11 năm 2016)    |
| Hekuran Kryeziu         | Kosovo     | v Phần Lan (5 tháng 9 năm 2016) · v Ukraina (9 tháng 10 năm 2016)      | v Thổ Nhĩ Kỳ (12 tháng 11 năm 2016) |
| Emre Mor                | Thổ Nhĩ Kỳ | v Ukraina (6 tháng 10 năm 2016) · v Iceland (9 tháng 10 năm 2016)      | v Kosovo (12 tháng 11 năm 2016)     |
| Ivan Perišić            | Croatia    | v Iceland (12 tháng 11 năm 2016)                                       | v Ukraina (24 tháng 3 năm 2017)     |
| Theódór Elmar Bjarnason | Iceland    | v Ukraina (9 tháng 10 năm 2016) · v Croatia (12 tháng 11 năm 2016)     | v Kosovo (24 tháng 3 năm 2017)      |
| Enis Alushi             | Kosovo     | v Phần Lan (5 tháng 9 năm 2016) · v Thổ Nhĩ Kỳ (12 tháng 11 năm 2016)  | v Iceland (24 tháng 3 năm 2017)     |
| Thomas Lam              | Phần Lan   | v Kosovo (5 tháng 9 năm 2016) · v Ukraina (12 tháng 11 năm 2016)       | v Thổ Nhĩ Kỳ (24 tháng 3 năm 2017)  |
| Eduard Sobol            | Ukraina    | v Thổ Nhĩ Kỳ (6 tháng 10 năm 2016) · v Phần Lan (12 tháng 11 năm 2016) | v Croatia (24 tháng 3 năm 2017)     |
| Paulus Arajuuri         | Phần Lan   | v Iceland (6 tháng 10 năm 2016) · v Thổ Nhĩ Kỳ (24 tháng 3 năm 2017)   | v Ukraina (11 tháng 6 năm 2017)     |
| Alexander Ring          | Phần Lan   | v Croatia (9 tháng 10 năm 2016) · v Thổ Nhĩ Kỳ (24 tháng 3 năm 2017)   | v Ukraina (11 tháng 6 năm 2017)     |
| Yaroslav Rakitskiy      | Ukraina    | v Phần Lan (12 tháng 11 năm 2016) · v Phần Lan (11 tháng 6 năm 2017)   | v Thổ Nhĩ Kỳ (2 tháng 9 năm 2017)   |
| Bernard Berisha         | Kosovo     | v Thổ Nhĩ Kỳ (11 tháng 6 năm 2017)                                     | v Croatia (2 tháng 9 năm 2017)      |
| Burak Yılmaz            | Thổ Nhĩ Kỳ | v Kosovo (12 tháng 11 năm 2016) · v Kosovo (11 tháng 6 năm 2017)       | v Ukraina (2 tháng 9 năm 2017)      |
| Rúrik Gíslason          | Iceland    | v Phần Lan (2 tháng 9 năm 2017)                                        | v Ukraina (5 tháng 9 năm 2017)      |
| Jere Uronen             | Phần Lan   | v Thổ Nhĩ Kỳ (24 tháng 3 năm 2017) · v Iceland (2 tháng 9 năm 2017)    | v Kosovo (5 tháng 9 năm 2017)       |
| Milan Badelj            | Croatia    | v Iceland (12 tháng 11 năm 2016) · v Thổ Nhĩ Kỳ (5 tháng 9 năm 2017)   | v Phần Lan (6 tháng 10 năm 2017)    |
| Robin Lod               | Phần Lan   | v Iceland (2 tháng 9 năm 2017) · v Kosovo (5 tháng 9 năm 2017)         | v Croatia (6 tháng 10 năm 2017)     |
| Emil Hallfreðsson       | Iceland    | v Phần Lan (2 tháng 9 năm 2017) · v Ukraina (5 tháng 9 năm 2017)       | v Thổ Nhĩ Kỳ (6 tháng 10 năm 2017)  |
| Valon Berisha           | Kosovo     | v Ukraina (9 tháng 10 năm 2016) · v Phần Lan (5 tháng 9 năm 2017)      | v Ukraina (6 tháng 10 năm 2017)     |
| Hakan Çalhanoğlu        | Thổ Nhĩ Kỳ | v Ukraina (6 tháng 10 năm 2016) · v Croatia (5 tháng 9 năm 2017)       | v Iceland (6 tháng 10 năm 2017)     |
| Viktor Kovalenko        | Ukraina    | v Phần Lan (11 tháng 6 năm 2017) · v Iceland (5 tháng 9 năm 2017)      | v Kosovo (6 tháng 10 năm 2017)      |
| Oleksandr Zinchenko     | Ukraina    | v Phần Lan (12 tháng 11 năm 2016) · v Iceland (5 tháng 9 năm 2017)     | vs Kosovo (6 tháng 10 năm 2017)     |
| Hekuran Kryeziu         | Kosovo     | v Iceland (24 tháng 3 năm 2017) · v Ukraina (6 tháng 10 năm 2017)      | v Iceland (9 tháng 10 năm 2017)     |
| Caner Erkin             | Thổ Nhĩ Kỳ | v Ukraina (6 tháng 10 năm 2016) · v Iceland (6 tháng 10 năm 2017)      | v Phần Lan (9 tháng 10 năm 2017)    |
| Artem Kravets           | Ukraina    | v Phần Lan (12 tháng 11 năm 2016) · v Kosovo (6 tháng 10 năm 2017)     | v Croatia (9 tháng 10 năm 2017)     |
| Ivan Ordets             | Ukraina    | v Thổ Nhĩ Kỳ (6 tháng 10 năm 2016) · v Kosovo (6 tháng 10 năm 2017)    | v Croatia (9 tháng 10 năm 2017)     |